# Goo Goo Dolls
Goo Goo Dolls es una banda estadounidense de rock. La banda está formada actualmente por Johnny Rzeznik (guitarra, vocalista), y Robby Takac (bajo).

## Historia
Se formó en 1985 en Buffalo (Nueva York) por el Guitarrista/vocalista Johnny Rzeznik y el Bajista/Vocalista Robby Takac. Eran compañeros de universidad y solían tocar música de influencia punk en bares y festivales pequeños de Buffalo. Pudieron sacar algunos álbumes (algunos muy destacables como "Jed" y "Superstar Carwash") pero lamentablemente tuvieron una escasa rotación en las radios locales.
La banda no tuvo ganancias y fama hasta el año de 1995 cuando uno de los locutores de la influyente radio de Los Angeles KROQ escuchó Name, canción del álbum A boy named goo. Señaló que la canción "era excelente". Desde entonces comenzaron a sonar en todas las radios del país, pero su gran éxito llegó a partir del hit Iris, parte de la banda sonora de la película de 1998  City of Angels. Este "himno" de la música Adulto-Contemporánea fue el punto de renacimiento para la banda liderada por Johnny, pues como se comentaba, este estaba inmerso en una profunda depresión por lo que no podía inspirarse para componer. Dicha canción lideró por 18 semanas consecutivas el ranking Adult Top 100 elaborado por la Revista Billboard, y además los llevó a estar nominados para los premios Grammys.

### Dizzy up the girl y Gutterflower (1998-2004)
En 1998 la banda lanzó lo que sería su sexto álbum de estudio llamado Dizzy up the girl, sacaron varios sencillos de este disco como son: Iris, Slide, Black balloon, Broadway, y Dizzy.
El tema "Black balloon" fue creado por Rzeznik e inspirado en el abuso de drogas y sus consecuencias, las cuales llevaron a la muerte a una amiga de la banda. El disco recibió triple platino.
En 2001 los Goos lanzan su primer álbum recopilatorio: What I learned about ego, opinion, art and commerce.
En 2002 la banda lanza su séptimo álbum de estudio titulado Gutterflower con letras un tanto oscuras debido al divorcio de Rzeznik, el álbum recibió certificación de oro, sacando sencillos como Here is gone, Big machine y Sympathy.
En 2004 la banda lanzó un álbum en vivo en su lugar de origen; Buffalo, Nueva York. El concierto fue acompañado por una lluvia torrencial el cual puede ser visto en el DVD que fue lanzado a finales de ese mismo año. De ese mismo álbum lanzaron un nuevo sencillo: Give a little bit.

### Let love in (2006-2007)
En 2006 los Goo Goo Dolls celebran su 20 aniversario con un nuevo álbum de estudio llamado Let love in, en el cual sacaron los sencillos Better days, Stay with you, y Let love in.
Los Goos planearon sacar un 5.º sencillo del álbum el cual pudo ser "Without you here" pero por diferentes circunstancias la canción fue cancelada como sencillo promocional.
En 2007 la banda fue parte del soundtrack de la película Transformers, el sencillo llevó el nombre de Before it's too late originalmente se llamaba "Fiction".
Para promover la canción los Goo Goo Dolls hicieron una gira llamada "Let love in tour" en distintas partes de E.U.A.
Rzeznik comentó que después de terminar su gira, la banda regresaría al estudio para trabajar en lo que sería su noveno álbum.
La canción Better days fue usada en el tráiler promocional de la película del 2009: "Love happens", de igual modo también fue usada para el equipo de la NHL "The Sabres".
Álbum “Greatest hits” (2007-2008) el 13 de noviembre de 2007 los Goo Goo Dolls lanzaron su segundo álbum recopilatorio titulado Greatest hits, vol. 1: The singles el cual incluye una nueva versión del tema Name, un remix del tema "Feel the silence" por Michael Braver y la canción Before it's too late que fue usada como soundtrack para la película Transformers (película).
Así, el 19 de agosto del 2008 salió el tercer álbum recopilatorio de la banda titulado Greatest Hits: Volume II, el cual contiene canciones de sus álbumes anteriores, un "demo" del tema Iris, un remix del tema We'll be here when you´re gone y 7 covers.

### Something for the rest of us (2009)
Los Goo Goo Dolls anunciaron un nuevo álbum de estudio en el sitio web de la banda.
En adición los Goos han dado conciertos en O2 Wireless Festival en London's Hyde Park, Miller Lite Rock N Racing, en Indianapolis Motor Speedway; All state 400 y en Bruckyard NASCAR Sprint Cup Series a través de Inglaterra.
El 2 de julio del 2008 los Goo Goo Dolls lanzaron en iTunes un nuevo sencillo acompañado de un video musical titulado Real.
La banda ha estado grabando el nuevo álbum y han sido lanzados pequeños videoclips de sus sesiones en el estudio en el Myspace de la banda.
El 12 de junio del 2009 la banda mencionó en su Facebook que el productor para su nuevo álbum es Tim Palmer.
El 15 de agosto del 2009 Robby Takac anunció en su Twitter que la grabación de su nuevo álbum estaba a punto de ser terminada y la mezcla del álbum también.
El 18 de septiembre del 2009, John Rzeznik tuvo una entrevista en Good Day L.A. y anunció que el nuevo álbum sería tentativamente titulado Something for the rest of us.
El 31 de agosto del 2010 fue lanzado Something for the rest of us el nuevo álbum de estudio de los Goo Goo Dolls.

### Magnetic (2011-presente)
Durante una entrevista con UpVenue el 16 de febrero de 2011, Rzeznik confirmó que se encontraba escribiendo nuevo material para un nuevo álbum "He estado experimentando en esta última semana mientras hemos estado en gira, escribiendo letras y estructurando melodías" dijo Rzeznik. "No podemos esperar otros cuatro años para sacar un nuevo álbum, es una ridícula pérdida de tiempo."
El 23 de mayo de 2011 fue anunciado que la banda había grabado una canción para la película Transformers: el lado oscuro de la luna titulada All that you are la cual fue lanzada en la banda sonora de la película el 14 de junio de 2011.
En septiembre de 2011 el tema Iris alcanza el puesto n.º 3 en el Top 40 del Reino Unido, 13 años después de su lanzamiento original.
El 9 de agosto de 2012 la banda anunció que se encontraban grabando su décimo álbum de estudio. En una columna de la revista Japanese Rock Robby Takac reveló algunos detalles sobre las sesiones de grabación del nuevo álbum. El álbum está programado para principios del 2013 por Warner Bross Records. La banda estuvo trabajando con algunos productores de su álbum anterior. En agosto y septiembre la banda tuvo varias sesiones de grabación con John Shanks en Henson Recording Studios en Hollywood L.A. y en octubre de 2012 con Gregg Wattenberg en Quad Studios en la Ciudad de Nueva York. Más sesiones de grabación fueron planeadas con Greg Wells en Los Ángeles en noviembre de 2012.
El 18 de enero de 2013 la banda lanzó su nuevo sencillo de su próximo álbum titulado Rebel beat.
Su décimo álbum Magnetic fue lanzado el 11 de junio de 2013 y debutó en el puesto #8 en el Billboard Top 200 Albums chart. El 19 de julio de 2013 finalmente lanzaron su segundo sencillo Come to me.
El 27 de diciembre de 2013 Mike Malinin anunció vía Facebook y Twitter su salida de la banda.
El 23 de enero de 2014 la banda anuncia un tour acústico por E.U.A. llamado The Otis Midnight Sessions.
Actualmente, la banda ha decidido hacer un nuevo álbum llamado "Boxes".

## Miembros
| Miembros actuales - John Rzeznik — voz, guitarra (1986-presente) - Robby Takac — voz, bajo (1986-presente) Miembros pasados - George Tutuska — batería, percusión (1986-1995) - Mike Malinin — batería, percusión (1995-2013) | Miembros de apoyo en vivo - Brad Fernquist – guitarra, mandolin, coros (2006-presente) - Korel Tunador – teclado, guitarra, saxofón, coros (2006-presente) - Craig Macintyre – batería, coros (2014-presente) |

Línea del tiempo

## Discografía
Álbumes de estudio
- 1987: Goo Goo Dolls
- 1989: Jed
- 1990: Hold Me Up
- 1993: Superstar Car Wash
- 1995: A Boy Named Goo
- 1998: Dizzy Up the Girl
- 2002: Gutterflower
- 2006: Let Love In
- 2010: Something for the Rest of Us
- 2013: Magnetic
- 2016: Boxes
- 2019: Miracle Pill
- 2020: It's Christmas all over
- 2022: Chaos In Bloom

### Álbumes en vivo
- Live in Buffalo: July 4th 2004, (2004)[[]]
- The audience is this way, (2018)

### Recopilatorios
- What I learned about ego, opinion, art & commerce (2001)
- Greatest hits, vol. 1: The singles (2007)
- Greatest Hits: Volume II (2008)

## Influencia
En Stone Ocean, la sexta parte del manga japonés JoJo's Bizarre Adventure, el stand perteneciente a Gwess se llama Goo Goo Dolls, en alusión a la banda.